# Jonas Engelmann

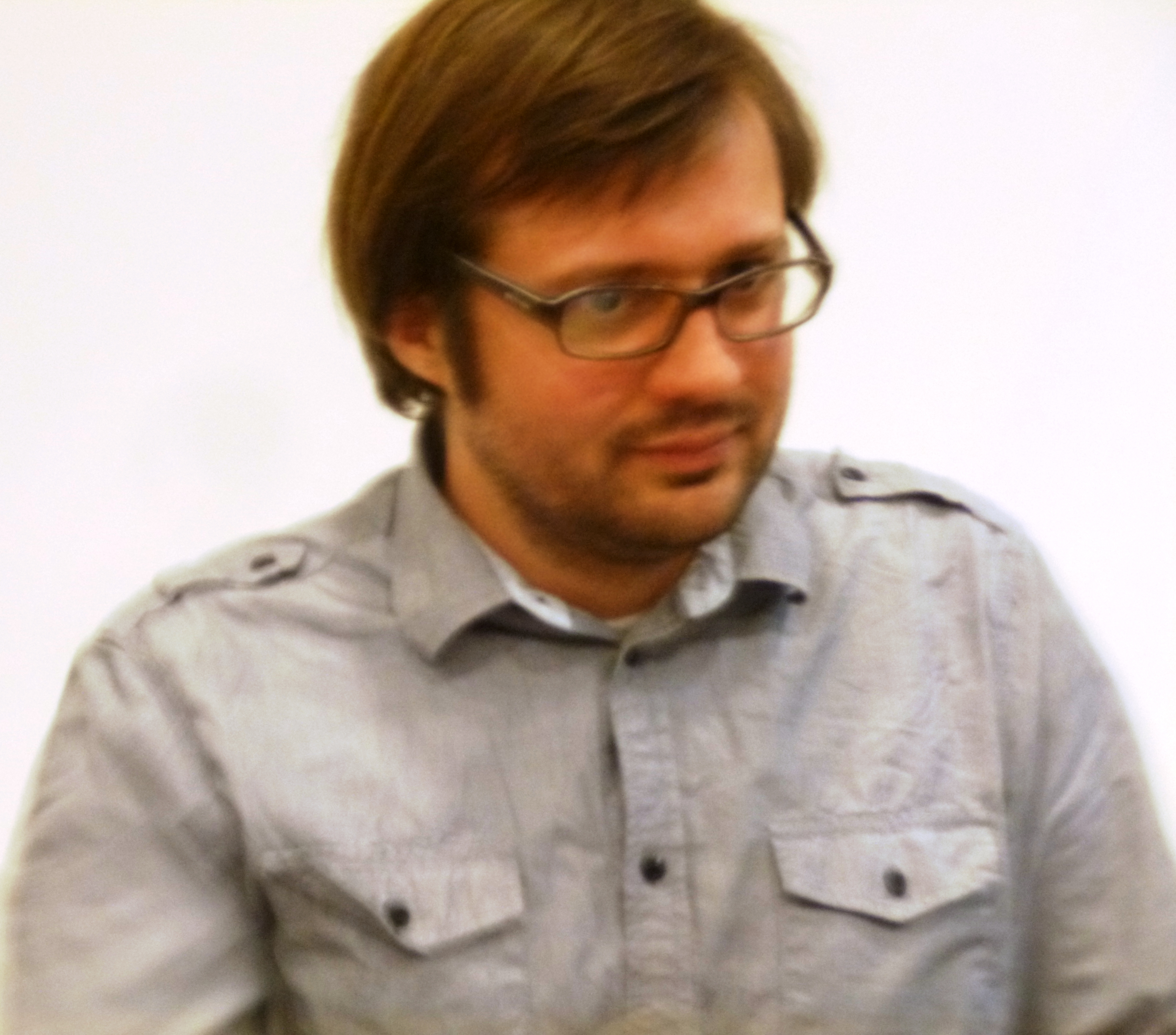
Jonas Engelmann (2016)

Jonas Engelmann (* 21. November 1978 in Simmern/Hunsrück) ist ein deutscher Autor und Verleger mit Schwerpunkt Popkultur.

## Leben
Engelmann studierte Vergleichende Literaturwissenschaft, Philosophie und Politikwissenschaft an der Johannes Gutenberg-Universität Mainz. Abschluss 2006 mit einer Arbeit über Auschwitz im Werk von Hubert Fichte und Paul Auster. Seine Dissertation über den Independent-Comic wurde 2012 mit dem Roland Faelske-Preis für Comic und Animationsfilm ausgezeichnet.
Seit Ende der Nullerjahre arbeitet er als freier Journalist mit den Schwerpunkten Popkultur, Musik, Comic und Jüdische Kultur, unter anderem für konkret, die Jungle World, Strapazin, Intro, Missy Magazine und taz. Jonas Engelmann ist seit 2006 Mitherausgeber der seit 1995 im Mainzer Ventil Verlag erscheinenden Buchreihe testcard – Beiträge zur Popgeschichte.
Engelmann arbeitet auch als Lektor und Co-Verleger des Ventil Verlags. Er war Mitarbeiter und -Herausgeber zahlreicher Anthologien, unter anderem von Pop Kultur Diskurs. Zum Verhältnis von Gesellschaft, Kulturindustrie und Wissenschaft (Hrsg. von Sonja Witte, Holger Adam, Jonas Engelmann u. a., 2010), Emo. Porträt einer Szene (Hrsg. von Martin Büsser, Jonas Engelmann und Ingo Rüdiger, 2013) und Riot Grrrl Revisited. Geschichte und Gegenwart einer feministischen Bewegung (Hrsg. von Katja Peglow und Jonas Engelmann, 2011). Daneben hat er für zahlreiche Bücher Beiträge verfasst, unter anderem zur Geschichte und Theorie des Comics (Picture This. Disease and Autobiographic Narration in the Graphic Novels of David B and Julie Doucet), zum 11. September in der Popkultur (The Sky is Falling. Der 11. September in den Comics von Art Spiegelman und Peter Kuper), Musik (Have You Ever Heard of Jandek? Amerikas verborgenster Songwriter) und Kunst (Memory Loops. Erinnerungsräume, Stadt und Klang bei Michaela Melián).
Engelmann hat zum Thema Comics und Graphic Novels zahlreiche Aufsätze und Rezensionen verfasst. Seiner weiteren Themen liegen im Bereich der Gender Studies, Film- und Literaturgeschichte. Darüber hinaus beschäftigt er sich intensiv mit Jüdischer Kultur und Subkultur, hierzu hat er mehrere Konferenzen und Festivals organisiert, sowie einen Sammelband veröffentlicht: We are ugly but we have the music. Eine ungewöhnliche Spurensuche in Sachen jüdischer Erfahrung und Subkultur (Hrsg. von Jonas Engelmann, Werner Nell, Peter Waldmann und Hans Peter Frühauf, 2012). 2016 erschien mit Wurzellose Kosmopoliten. Von Luftmenschen, Golems und jüdischer Popkultur eine Monografie zum Thema, in der Engelmann jüdische Hoch-, Pop und Subkultur, Film, Comic und Literatur einer Relektüre unterzieht und 2021 die von ihm mit herausgegebene Comic-Anthologie Nächstes Jahr in. Comics und Episoden des jüdischen Lebens.
Neben seiner verlegerischen Tätigkeit arbeitet Engelmann in der Erwachsenenbildung, so hat er zahlreiche Workshops an unterschiedlichen Bildungsstätten abgehalten, hauptsächlich zum Einsatz von Comics im Geschichtsunterricht und Klassismus. Seit 2019 arbeitet er für die Rosa-Luxemburg-Stiftung.
Jonas Engelmann befasst sich mit dem Nachlass des Poptheoretikers Martin Büsser, mit dem er von 2006 bis zu dessen Tod 2010 das Magazin testcard – Beiträge zur Popgeschichte als Herausgeber betreut hat. 2011 erschien ein erster Sammelband mit Texten von Büsser unter Herausgeberschaft von Engelmann, Music Is My Boyfriend. Texte 1990–2010. 2018 erschien anlässlich von Martin Büssers 50. Geburtstag ein zweites Buch mit dem Titel Für immer in Pop. Texte aus zwei Jahrzehnten. Zuletzt erschien zu Büssers 10. Todestag im September 2020 der Band Lazy Confessions. Artikel, Interviews und Bekenntnisse aus zwei Jahrzehnten.

## Auszeichnungen
- Roland Faelske-Preis für Comic und Animationsfilm (2012)

## Schriften
- „Welches Vergessen erinnere ich?“ Auschwitz im Werk von Paul Auster und Hubert Fichte. 1. Auflage. Tectum Verlag, Marburg 2007, ISBN 978-3-8288-9211-8.
- Holger Adam, Jonas Engelmann, Yasar Aydin u. a. (Hrsg.): Pop Kultur Diskurs. Zum Verhältnis von Gesellschaft, Kulturindustrie und Wissenschaft. 1. Auflage. Ventil, Mainz 2010, ISBN 978-3-931555-48-1.
- Katja Peglow und Jonas Engelmann (Hrsg.): Riot Grrrl Revisited. Geschichte und Gegenwart einer feministischen Bewegung. 1. Auflage. Ventil, Mainz 2011, ISBN 978-3-931555-47-4.
- Martin Büsser: Music Is My Boyfriend. Texte 1990–2010. Hrsg.: Jonas Engelmann. 1. Auflage. Ventil, Mainz 2011, ISBN 978-3-931555-45-0.
- Jonas Engelmann, Werner Nell, Peter Waldmann und Hans Peter Frühauf (Hrsg.): We are ugly but we have the music. Eine ungewöhnliche Spurensuche in Sachen jüdischer Erfahrung und Subkultur. 1. Auflage. Ventil Verlag, Mainz 2012, ISBN 978-3-931555-39-9.
- Martin Büsser, Jonas Engelmann, Ingo Rüdiger (Hrsg.): Emo. Porträt einer Szene. 1. Auflage. Ventil, Mainz 2013, ISBN 978-3-95575-005-3.
- Gerahmter Diskurs. Gesellschaftsbilder im Independent-Comic. 1. Auflage. Ventil Verlag, Mainz 2013, ISBN 978-3-931555-34-4.
- Wurzellose Kosmopoliten. Von Luftmenschen, Golems und jüdischer Popkultur. 1. Auflage. Ventil Verlag, Mainz 2016, ISBN 978-3-95575-050-3.
- Jonas Engelmann, Fiona Sara Schmidt und Torsten Nagel (Hrsg.): Play Gender. Linke Praxis – Feminismus - Kulturarbeit. 1. Auflage. Ventil Verlag, Mainz 2016, ISBN 978-3-95575-049-7.
- Damaged Goods. 150 Einträge in die Punk-Geschichte. 1. Auflage. Ventil Verlag, Mainz 2016, ISBN 978-3-95575-061-9.
- Jonas Engelmann und Thomas Schröder (Hrsg.): Vom Ende der Geschichte her. Walter Benjamins geschichtsphilosophische Thesen. 1. Auflage. Ventil Verlag, Mainz 2017, ISBN 978-3-95575-075-6.
- Martin Büsser: Für immer in Pop. Texte aus zwei Jahrzehnten. Hrsg.: Jonas Engelmann. 1. Auflage. Ventil, Mainz 2018, ISBN 978-3-95575-093-0.
- Jonas Engelmann, Andreas Rauscher, Josef Rauscher (Hrsg.): Tschechoslowakische Neue Welle. Das Filmwunder der Sechziger. 1. Auflage. Ventil, Mainz 2018, ISBN 978-3-95575-090-9.
- Martin Büsser: Lazy Confessions. Artikel, Interviews und Bekenntnisse aus zwei Jahrzehnten. Hrsg.: Jonas Engelmann. 1. Auflage. Ventil, Mainz 2020, ISBN 978-3-95575-133-3
- Jonas Engelmann, Meike Heinigk, Antje Herden, Jakob Hoffmann (Hrsg.): Nächstes Jahr in. Comics und Episoden des jüdischen Lebens. 1. Auflage. Ventil, Mainz 2021, ISBN 978-3-95575-159-3.[16]
- Jonas Engelmann: Dahinter. Dazwischen. Daneben. Von kulturellen Außenseitern und Sonderlingen. 1. Auflage. Ventil, Mainz 2021, ISBN 978-3-95575-153-1.[17]
- Jonas Engelmann, Gunther Buskies (Hrsg.): Stereo Total’s Party Anticonformiste. 10 Sngcomics. 1. Auflage. Ventil, Mainz 2022, ISBN 978-3-95575-170-8.[18]
- Jonas Engelmann, Gunther Buskies (Hrsg.): Monarchie und Alltag. Ein Fehlfarben-Songcomic. 1. Auflage. Ventil, Mainz 2022, ISBN 978-3-95575-171-5.[19]
- Jonas Engelmann, Gunther Buskies (Hrsg.): Keine Macht für Niemand. Ein Ton Steine Scherben-Songcomic. 1. Auflage. Ventil, Mainz 2022, ISBN 978-3-95575-181-4.[20]
- Jonas Engelmann: Nach Strich und Rahmen. Politische Interventionen im Comic. 1. Auflage. Andreas Reiffer, Bielefeld 2023, ISBN 978-3-910335-07-3.[21]
- Jonas Engelmann, Gunther Buskies (Hrsg.): Thank You For A Lovely Day. 11 The Go-Betweens Songcomics. 1. Auflage. Ventil, Mainz 2023, ISBN 978-3-95575-182-1.[22]
- Jonas Engelmann: Der Text ist meine Party: Eine Geschichte der Hamburger Schule. 1. Auflage. Ventil, Mainz 2024, ISBN 978-3-95575-211-8.[23]
- Jonas Engelmann, Gunther Buskies (Hrsg.): Ab dafür. 10 Trio-Songcomics. 1. Auflage. Ventil, Mainz 2024, ISBN 978-3-95575-226-2
- Jonas Engelmann: Gesellschaftstanz. Klangverhältnisse und Außenseiter-Sounds. 1. Auflage. Andreas Reiffer, Bielefeld 2025, ISBN 978-3-910335-12-7
- Jonas Engelmann, Gunther Buskies (Hrsg.): Schwule Mädchen Sondereinheit. 10 Fettes Brot Songcomics. 1. Auflage. Ventil, Mainz 2025, ISBN 978-3-95575-240-8